# 疏花凤仙花
疏花凤仙花（学名：Impatiens laxiflora）为凤仙花科凤仙花属的植物。分布于锡金、印度、克什米尔地区、不丹以及中国大陆的西藏等地，生长于海拔3,200米的地区，常生于沟边，目前尚未由人工引种栽培。